# 巴林戈湖
巴林哥湖，又译巴林戈湖，是位於非洲東部的一個以賞鳥活動著名的大淡水湖，詳細的位置在肯亞首都奈洛比的北方280公里處，也是東非大裂谷區最北邊的一個淡水湖，面積約有130平方公里，有兩條河流流入（El Molo河和Ol Arabel河），但沒有明顯的河流流出。巴林哥湖因提供新鮮的淡水，而且在過去人跡罕至，有很多鳥類棲息在湖邊，數量超過470多種。包括了觀光客都慕名而來的非洲紅鶴，但目前因觀光的原因，鳥類數量稍微受到了影響。巴林哥湖中間最大的Ol Kokwe Island島目前設有露營區。
在巴林哥湖一帶的非洲遊牧民族有Samburu族、Rendille族、Turkana族和Kalenjin族。

## 外部連結
- 巴林哥湖畔賞鳥－英文